# Габріела Конеська-Трайковська
Габріела Конеська-Трайковська (мак. Габриела Конеска-Трајковска; 29 травня 1971, Скоп'є — 10 лютого 2010, Скоп'є) — македонський юрист і віце-прем'єр-міністр Республіки Македонія з питань європейської інтеграції з 2006 по 2008 рік.

## Біографія
Габріела Конеська-Трайковська народилася 29 травня 1971 року в Скоп'є. Закінчила юридичний факультет у Скоп'є в Університеті Св. Кирило-Мефодіївського університету за спееціальністю правознавство, де вона також закінчила аспірантуру. Вона також спеціалізувалась на праві Європейського Союзу, а також міжнародному праві ООН.
Була президентом антикорупційної громадської організації "Прозорість Македонії".
Працювала особистим політичним радником спеціального координатора Пакту стабільності та координатора ініціативи SECI Ерхарда Бусека. Викладала у Нью-Йоркському університеті в Скоп'є в галузі права Європейського Союзу, а також очолювала міжнародну місію в Бухаресті при Пакті стабільності - Секретаріаті боротьби з організованою злочинністю та була директором Регіонального центру боротьби з організованою злочинністю у Бухаресті за ініціативи SECI.
Габріела Конеська-Трайковська отримала кілька нагород від Державного департаменту США за особливі зусилля у створенні Регіонального центру боротьби з організованою злочинністю в Бухаресті, в рамках ініціативи SECI, Секретної служба США за придушення фінансових злочинів, а також Інтерполу за імплементацію міжнародно-правових норм при обміні даними та інформацією щодо боротьби з організованою злочинністю. Поліція Румунії нагородила її почесним дипломом. Вона була одружена і мала одну дитину.
Конеська-Трайковська вільно володіла англійською, французькою та румунською мовами, а також володіла німецькою та грецькою мовами.